# Der Vater meiner Kinder
Der Vater meiner Kinder ist ein französisch-deutsches Filmdrama aus dem Jahr 2009. Für Drehbuch und Regie zeichnet die junge Französin Mia Hansen-Løve verantwortlich. Der Film zeigt, wie eine Familie mit dem Selbstmord des Vaters fertig wird. Seine Premiere hatte der Film am 17. Mai 2009 auf dem Filmfestival in Cannes.

## Handlung
Grégoire ist ein liebevoller Familienvater, versagt aber beruflich als Filmproduzent. Zu viele Projekte laufen parallel, die Filme sind wenig rentabel und die Produktion des exzentrischen Filmemachers Stig Janson in Schweden verbraucht mehr Geld als geplant – die finanziellen Mittel sind ausgeschöpft. Als die Schulden überhandnehmen, sieht Grégoire keinen anderen Ausweg, als sich das Leben zu nehmen. Seine Frau Sylvia und die drei Töchter Clémence, Valentine und Billie bleiben fassungslos zurück.
Nachdem die Witwe den ersten Trauerschmerz verwunden hat, nimmt sie die Leitung der Produktionsfirma Moon Films selbst in die Hand. Weil sie weiß, wie viel Grégoire die laufenden Produktionen bedeuteten, versucht sie Wege aus der Krise zu finden. Ihre älteste Tochter Clémence erfährt unterdessen, dass ihr Vater einen unehelichen Sohn hat, den er vor seinen Kindern verheimlichte. Trotz Sylvias großem Engagement kann sie eine Insolvenz nicht mehr abwenden. Sie übergibt das Büro dem Konkursverwalter. Sylvia überlegt schließlich, Frankreich den Rücken zu kehren und in ihre Heimat Italien zu gehen, auch wenn ihre Kinder in Paris und damit beim Grab ihres Vaters bleiben wollen. Um Abstand zu gewinnen, verreist die Familie zunächst für zwei Wochen.

## Kritik
Das Kinomagazin Cinema schrieb, die Regisseurin habe einen „wunderbaren Film über die Liebe zum Kino gemacht – und über eine Familie, die sich nach dem Verlust des Vaters neu erfinden muss“. Die Redaktion erinnerte sich angesichts der „schnörkellosen, assoziativen Bilder“ „an den unsterblichen Eric Rohmer (‚Pauline am Strand‘)“. Durch die „unglaublich genau[e]“ Beobachtung übertrage sich „die Anspannung, unter der Grégoire steht, […] fast unmittelbar auf den Zuschauer“. Die Popsongs aus dem Off würden jedoch „die Atmosphäre des Films empfindlich stören“.

## Wissenswertes
Das Budget betrug ca. 2,3 bzw. 2,7 Mio. Euro. Das Einspielergebnis betrug über 712.000 Euro.
Seine Premiere feierte der Film am 17. Mai 2009 auf dem Filmfestival in Cannes. Kinostart in Deutschland war am 20. Mai 2010.
Die Filmemacherin Mia Hansen-Løve wurde durch den Freitod des Filmproduzenten Humbert Balsan († 2005) zu diesem Film inspiriert. Auch seine Frau arbeitete nach dem Tod ihres Mannes in dessen Büro der Firma Ognon Pictures.
Trivia
- Die Darsteller des Grégoire und der Clémence sind auch im wahren Leben Vater und Tochter.[7]
- Die Filmplakate an den Wänden in Grégoires Büroräumen zeigen ausschließlich nicht existente Filme, aber mit durchaus real existierenden Schauspielern, z. B. Isabelle Huppert und Constance Rousseau.[8]

## Filmmusik
- Que sera sera – Doris Day
- South American Folk Song – Jonathan Richman & The Modern Lovers
- Egyptian reggae – Jonathan Richman & The Modern Lovers
- Johnny Remember Me – John Leyton
- Blue sleeves – Cliff Aungier
- The Girls in Paris – Lee Hazlewood
- Berceuse – Duncan Browne

## Auszeichnungen
- 2009: Spezial-Preis der Jury in der Reihe Un Certain Regard in Cannes[9].
- 2010: Prix Lumières für das beste Drehbuch.